# 기브온 (고대 도시)
기브온(히브리어: גִּבְעוֹן‎ Giḇəʻōn; 고대 그리스어: Γαβαων Gabaōn[*])은 북쪽의 예루살렘에 위치했던 가나안과 그 후 이스라엘인의 도시였다. 여호수아 11:19에 따르면, 이스라엘의 정복 이전에 살던 기브온 사람들은 히위족이었고, 사무엘하 21:2에 따르면 그들은 아모리인이었다. 기브온 유적은 팔레스타인 국가의 알지브 마을 남부에 위치하며, 요르단강 서안 지구의 C구역에 속한다.

## 성경의 묘사

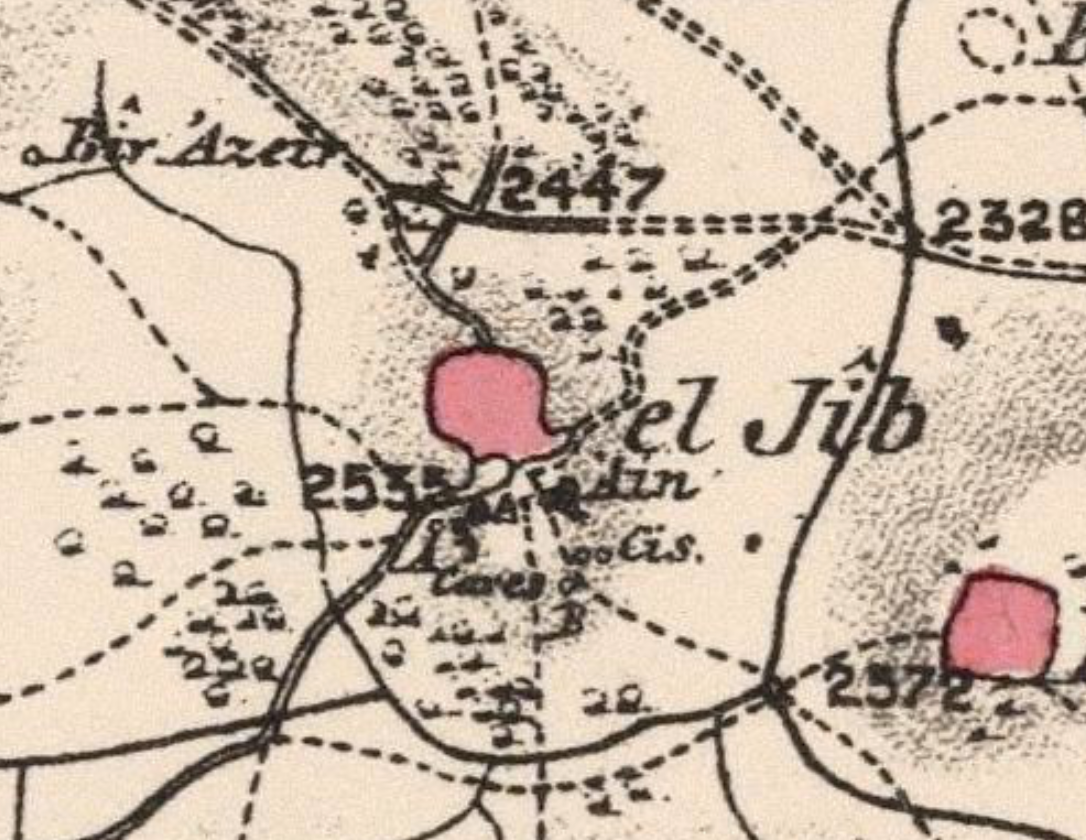
1880년 알지브 지도. 우물(Ain), 저수지(Cis), 동굴 표시

### 가나안 도시
여리고와 아이가 파괴된 후, 기브온의 히위족 사람들은 여호수아와 이스라엘 사람들을 속여 자신들과 조약을 맺도록 사신들을 보냈다. 신명기의 저자(신명기 7:1–2; 20:16-20)에 따르면, 이스라엘 사람들은 그 땅의 모든 비이스라엘 가나안 사람들을 멸절하라는 명령을 받았다. 기브온 사람들은 자신들을 멀리 떨어진 강력한 나라에서 온 사신으로 위장했다. 이스라엘 사람들은 하나님과 상의하지 않고(여호수아 9:14), 기브온 사람들과 언약 또는 평화 조약을 맺었다. 이스라엘 사람들은 곧 기브온 사람들이 실제로는 그들의 이웃이며, 사흘 길 안에 살고 있다는 것을 알게 되었고(여호수아 9:17), 여호수아는 자신이 속았다는 것을 깨달았다. 그러나 그는 기브온 사람들과의 언약 내용을 지켜 그들을 살려주는 대신 노예로 삼았다. 그들은 나무꾼과 물 긷는 자로 배정되어 영원히 이 일들을 하도록 저주받았다(여호수아 9:3–27). 신학자 존 길은 이 저주가 노아가 가나안에 내린 저주의 특별한 사례라고 제안한다.
이스라엘과 동맹을 맺은 것에 대한 보복으로, 기브온은 후에 예루살렘의 왕 아도니세덱이 이끄는 다른 다섯 아모리 왕들의 연합군에 의해 포위되었다. 이 연합군에는 헤브론의 호함, 야르뭇의 피람, 라기스의 야피아, 에글론의 드빌이 포함되었다. 기브온 사람들은 여호수아에게 호소했고, 여호수아는 우박이 쏟아지고 해와 달의 움직임이 멈추는 기적적인 상황 속에서 아모리인들이 완전히 패배할 때까지 아모리인들에 대한 승리를 이끌었다(여호수아 10:1–15).

### 이스라엘 도시
여호수아기에서 고대 기브온은 베냐민 지파 영토에 위치한 "크고 왕도와 같은 성읍"으로 묘사된다(여호수아 18:25). 이 도시는 레위인 도시로 주어졌다(여호수아 21:17).
역대기상에서 기브온의 아버지 여이엘은 "기브온의 아버지"로 언급되며 사울 왕의 조상이다.
블레셋인에 의해 법궤가 빼앗긴 후, 남아있는 성막은 실로에서 기브온의 "큰 산당"으로 옮겨졌다(사무엘상 4:1–22, 열왕기상 21:29).
사무엘하 21:2는 사울 왕이 "이스라엘과 유다 자손을 위한 그의 열심으로" 기브온 사람들을 추격하여 죽이려 했다고 기록한다(사무엘하 21:5). 기브온 사람들에 대한 그의 분노는 개인적인 증오가 아니라, 이스라엘 사람들의 복지를 위한 열심에서 비롯된 것이었다. 사울의 죽음 후, 요압의 병사들과 아브넬의 병사들 사이에 전투가 기브온 못 옆에서 일어났다(사무엘하 2:12). 이 지역에서 다윗 왕은 블레셋인을 정복했다(사무엘하 5:25 및 열왕기상 14:16).
그 후 다윗은 이스라엘 연합 왕국의 왕이 되었다. 훨씬 후, 그의 반역적인 아들 압살롬의 죽음과 왕위 복귀 후, 이스라엘 왕국은 3년 간의 가뭄에 시달렸고, 다윗은 하나님께 무엇이 잘못되었는지 물었다. 가뭄은 사울 왕이 "이스라엘과 유다를 위한 그의 열심"으로 기브온 사람들을 완전히 멸절시키려 한 결정에 대한 신의 심판으로 밝혀졌다(사무엘하 21:1). 이 집단학살에 대한 책임은 사울의 집안에게도 돌려진다. 이 사건 자체는 성경 기록에 기록되어 있지 않지만, 길은 이 학살을 놉의 제사장 학살(사무엘상 22:6–19)과 연결시키는 유대 전통을 언급한다. 집단학살에 대한 사울 가문의 책임은 또한 그것이 단일 사건이 아니었음을 암시할 수도 있다. 다윗은 살아남은 기브온 사람들에게 무엇을 제안해야 속죄할 수 있는지 물었다. 보복으로 그들은 사울의 남자 후손 일곱 명을 자신들에게 주어 죽이기를 요청했는데, 일곱은 완성을 의미하는 숫자였다. 다윗은 아르모니와 므비보셋, 사울의 두 아들과 므랍(사울의 딸)의 다섯 아들을 기브온 사람들에게 넘겨주었고, 그들은 그들을 매달았다. 그는 요나단과의 언약 때문에 요나단의 아들인 다른 므비보셋을 이 위험에서 구했다(사무엘하 21:1–9). 아마사도 이곳에서 죽임을 당했다(사무엘하 20:8).
다윗 왕의 아들 솔로몬은 왕위에 오르면서 기브온에서 이스라엘 왕국의 모든 지도자들을 만났고 1,000마리의 번제물을 바쳤다(열왕기상 3:4, 열왕기하 1:6). 이 때, 하나님이 꿈에 그에게 나타나(열왕기상 3:5) 지혜를 허락하셨다(열왕기상 3:12, 열왕기하 1:7–12).
아술의 아들 하나냐는 이 도시 출신이었다(예레미야 28:1).
이스라엘 백성이 바빌론으로 유배된 후, 기브온은 유대에 속했다. 기브온은 느헤미야기에서 바빌론 유수에서 돌아온 유대인 유배자들이 재정착한 도시 중 하나로 언급되며, 아르타크세르크세스 1세 (크세르크세스) 재위 기간에 예루살렘 성벽을 건축하는 데 도움을 주었다. 느헤미야는 또한 이 귀환자들이 추방되기 전 그 도시에 거주했던 사람들의 후손이며, 모두 그들의 옛 거주지로 돌아왔다고 기록한다.

#### 의미
열왕기상 16:39는 다윗이 법궤를 예루살렘으로 가져온 후에도 기브온의 성막 앞에서 드리는 예배가 예루살렘에서의 예배와 병행하여 계속되었다고 시사하지만, "사무엘서에는 이에 대해 아무것도 언급되어 있지 않다." 신학자 한스-페터 마티스(Hans-Peter Mathys)는 "다른 구약 성경에는 기브온에서 정기적인 (희생) 예배가 언급되어 있지 않다. 그 역사적 진정성은 때때로 열왕기상 3:3("솔로몬...그곳은 큰 산당이었으므로 거기에 희생을 드리러 기브온으로 갔다. 솔로몬은 그 제단 위에 천 번의 번제를 드렸다")이 그 존재를 확증하고 반대하지 않는다는 주장으로 뒷받침된다. 그러나 이 네 구절은 연대기 저자가 구상했을 가능성이 더 크다. 그는 사막 시대(성막과 함께)부터 여호와의 기브온 거주지를 포함하여 솔로몬 성전이 예루살렘에 세워질 때까지의 전 기간 동안 중단 없는 합법적인 (희생) 예배를 묘사하려고 애썼다."

## 유대 법
기브온 사람들과 사울 왕의 후손 일곱 명의 살해에 관하여, 바빌론 탈무드는 다음과 같이 전한다.
"...그러나 느티님에 관하여는, 그들을 소환하여 우리가 그들을 달래자. 즉시 왕이 기브온 사람들을 불러 그들에게 말하였다 … '내가 너희에게 무엇을 해줄까? 그리고 무엇으로 속죄하여 너희가 여호와의 유업을 축복하게 할까?' 그러자 기브온 사람들이 그에게 말하였다: '우리와 사울 또는 그의 집 사이에 은이나 금의 문제가 아니다,' 또한 우리에게 어떤 사람을 [놓는 것]도 아니다 등등 … 그의 아들들 일곱 명을 우리에게 넘겨주어 우리가 여호와께 그들을 매달게 하라 등등.' 그는 그들을 달래려 했으나 그들은 달래지지 않았다. 그러자 그는 그들에게 말하였다: 이 민족은 세 가지 특징으로 구별된다: 그들은 자비롭고, 수줍어하며, 자비롭다. '자비롭다', 이는 다음과 같이 기록되어 있기 때문이다: 너를 긍휼히 여기시고 너를 불쌍히 여기사 너를 번성케 하실 것이라. '수줍어한다', 이는 다음과 같이 기록되어 있기 때문이다: 그분의 두려움이 너희 앞에 있으리라. '자비롭다', 이는 다음과 같이 기록되어 있기 때문이다: 그가 자기 자녀와 가솔에게 명하여 등등. 이 세 가지 특징을 기르는 자만이 이 민족에 합류할 자격이 있다. 그러나 왕은 아야의 딸 리스바의 두 아들, 그녀가 사울에게 낳은 아르모니와 므비보셋, 그리고 사울의 딸 미갈이 므홀랏 사람 바르실래의 아들 아드리엘에게 낳은 다섯 아들을 데려갔다. 왜 하필 이들인가? — R. 후나는 대답했다: 그들은 성궤 앞으로 지나가게 되었다. 궤가 붙잡는 자는 [정죄되어] 죽음에 이르고, 궤가 붙잡지 않는 자는 살아남았다.
R. 하나는 캇티나는 이의를 제기했다: 그러나 왕은 사울의 아들 요나단의 아들 므비보셋을 살려주었다! — 그는 그를 지나가게 하지 않았다. 그럼 편애인가! — 사실 그는 그를 지나가게 했고 궤가 그를 붙잡았으나, 그는 그를 위해 신성한 자비를 구했고 궤는 그를 풀어주었다. 그러나 여기서도 편애가 관련되어 있다! — 그러나 사실 그는 궤가 그를 붙잡지 않도록 신성한 자비를 구했다. 그러나 분명히, 아버지들은 자녀 때문에 죽임을 당하지 않을 것이다 등등! — R. 히야 벤 아바는 R. 요하난의 이름으로 대답했다: 거룩한 이름이 공개적으로 더럽혀지는 것보다 율법에서 한 글자라도 뽑히는 것이 낫다.
아야의 딸 리스바는 베옷을 취하여 바위 위에 깔았으니, 추수 시작부터 하늘에서 물이 그들에게 부어질 때까지 밤에는 들짐승이, 낮에는 공중의 새가 그들에게 쉬지 못하게 하였다. 그러나 분명히, 그의 시체가 밤새 나무 위에 남아 있지 않을 것이다! — R. 요하난은 R. 시므온 벤 예호자닥의 이름으로 대답했다: 하늘의 이름이 공개적으로 거룩하게 되도록 율법에서 한 글자라도 뽑히는 것이 합당하다. 지나가는 사람들이 '이들은 어떤 사람들인가?'라고 물었다 — '이들은 왕자들이다' — '그리고 그들이 무엇을 했는가?' — '그들은 붙어있지 않은 이방인들에게 손을 댔다' — 그러자 그들은 외쳤다: '이 민족만큼 합류해야 할 민족은 세상에 없다. 왕자들의 [처벌]이 그렇게 컸다면, 일반 백성들의 처벌은 얼마나 더 클까; 그리고 [이러한 정의가 행해진 것이] 붙어있지 않은 개종자들을 위한 것이었다면, 이스라엘 사람들을 위한 것은 얼마나 더 클까?
15만 명이 즉시 이스라엘에 합류했다. 다음과 같이 기록되어 있다: 솔로몬에게는 짐을 지는 자가 7만 명이었고, 산에서 돌을 깎는 자가 8만 명이었다. 이들이 이스라엘인이 아니었을까? — 그렇게 가정할 수 없다. 이는 다음과 같이 기록되어 있기 때문이다: 그러나 솔로몬은 이스라엘 자손 중에서는 아무도 종으로 삼지 않았다. 그러나 그것은 단순한 공공 서비스였을 수도 있다! — 그러나 [추론은] 다음에서 이루어진다: 솔로몬은 이스라엘 땅에 있는 모든 이방인들을 계수하였다 등등. 그리고 그들은 15만 명으로 밝혀졌다 등등. 그리고 그는 그들 중 7만 명을 짐을 지는 자로 삼았고, 8만 명을 산에서 돌을 깎는 자로 삼았다.
그러나 느티님에 대한 금지령을 내린 것은 다윗이었을까? 분명히 모세가 그 명령을 내렸다. 이는 다음과 같이 기록되어 있기 때문이다: 네 나무꾼부터 물 긷는 자까지! — 모세는 오직 그 세대에 대해서만 명령을 내렸고, 다윗은 모든 세대에 대해 명령을 내렸다.

그러나 여호수아는 사실 그들에 대해 명령을 내렸다. 이는 다음과 같이 기록되어 있기 때문이다: 여호수아는 그날 그들을 회중과 여호와의 제단을 위한 나무꾼과 물 긷는 자로 삼았다! — 여호수아는 성소가 존재했던 기간에 대해 명령을 내렸고 다윗은 성소가 존재하지 않았던 시기에 대해 명령을 내렸다.
랍비 유대교에서, 나티님으로 알려진 기브온 사람들의 후손이라고 주장되는 사람들은 일반 유대인과는 다르게 취급된다. 예를 들어, 그들은 태생 유대인과 결혼할 수 없다. 그러나 나틴은 맘저림과 게림과 결혼할 수 있다. 멜라티아 기브온 사람을 필두로 한 기브온 사람들은 예루살렘 성벽 서쪽의 옛 문 근처의 일부를 수리했고(느헤미야 3:7), 느티님은 동쪽의 오펠에 거주했다(느헤미야 3:26). 느헤미야와 에스라 시대에 그들은 유대 공동체에 완전히 통합되었고, 느헤미야의 언약에 서명했다. 몇 세기 후, 그들의 지위는 급격히 하락했다. 미슈나에 제시된 10가지 족보 계급(유하신)에서 그들은 셰투킴(친부가 알려지지 않은 사람들)과 아쑤핌(고아)보다 위에 있지만, 불법적인 결합의 후손인 맘저림보다는 아래였고, 좋은 혈통의 이스라엘인과 결혼하는 것이 금지되었다. 비록 해방된 노예를 포함한 마지막 네 계급 간의 결혼은 허용되었다. 그러한 불법적인 결합의 자녀는 나틴으로 정의되었다. 모압인, 암몬, 이집트인, 에돔인과의 결혼을 금지하는 성경적 금지는 특정 세대 동안만 적용되거나 딸들에게는 전혀 적용되지 않았지만, 맘저림과 느티님과의 결혼 금지는 "영구적이며 남성과 여성 모두에게 적용된다"고 간주되었다.

## 고고학
| N29 · G29 | O29 · N35 | G1 | N25 |

| N29 · G29 | O29 · N35 | G1 | N25 |

| N29 · G29 | O29 · D36 · N35 | G1 | N25 |

| N29 · G29 | O29 · D36 · N35 | G1 | N25 |

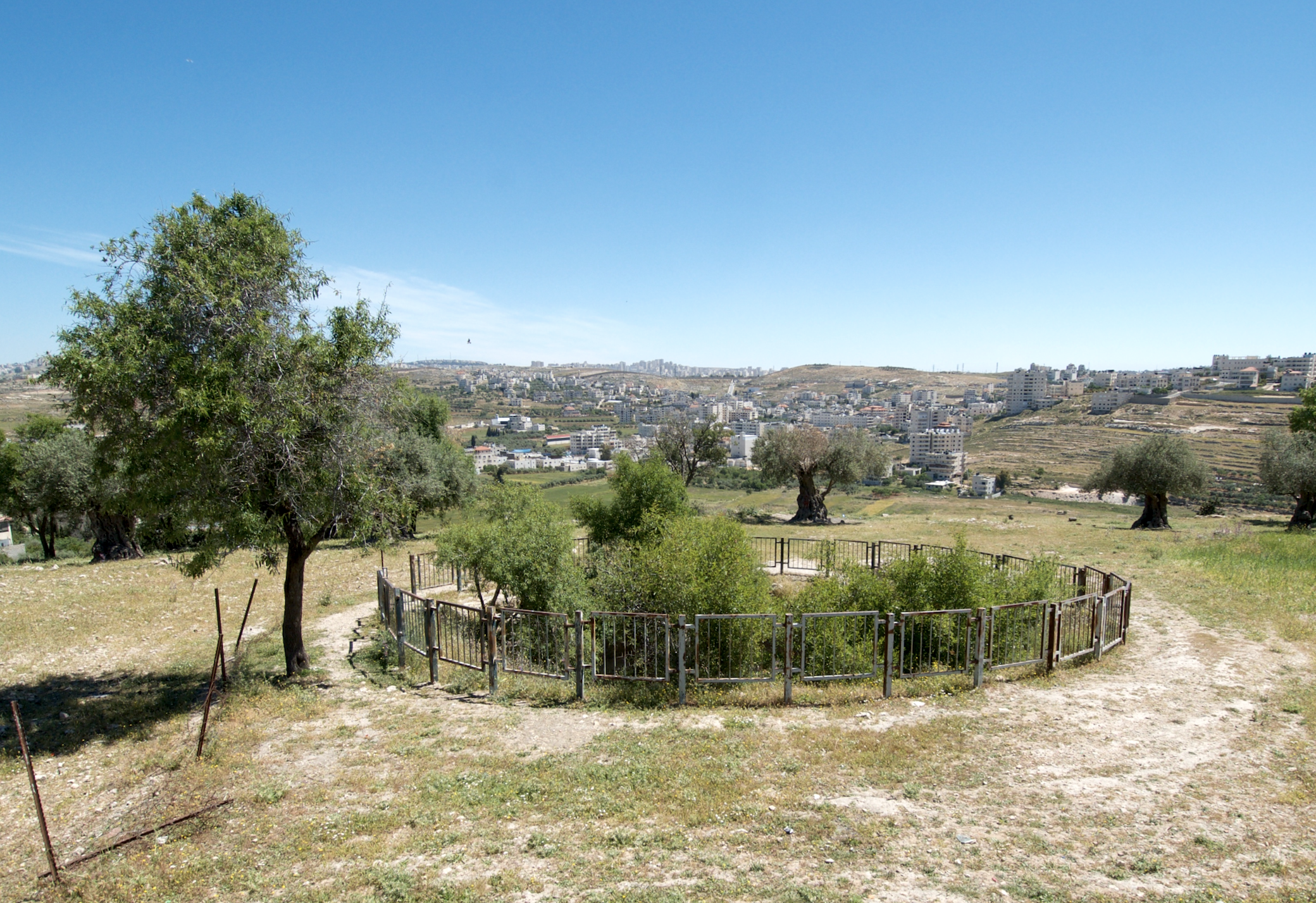
기브온 못

성경 외 자료에서 기브온에 대한 가장 오래된 언급은 이집트 파라오 셰숑크 1세 (기원전 945–924년)의 이스라엘 침략을 기념하는 카르나크 신전 아문 신전 벽에 새겨진 도시 목록에 있다.
플라비우스 요세푸스는 기브온이 예루살렘에서 40펄롱(약 7.4km) 떨어져 있다고 기록했다.
10세기 사전학자 다비드 벤 아브라함 알-파시는 알지브를 고대 도시 기브온과 동일시했는데, 이 견해는 빌헬름 게제니우스와 프란츠 불이 편찬한 히브리어 사전("현재 al-Ǧīb")에 의해서도 입증되었다.
알지브와 고대 가나안 도시 기브온의 첫 번째 동일시는 1666년 프란츠 페르디난트 폰 트로일로에 의해 이루어졌고, 이후 1838년 에드워드 로빈슨의 Biblical Researches in Palestine에 의해 채택되었다. 이후 알지브 항아리 손잡이의 발견은 이러한 동일시에 더 큰 무게를 실어주었다. 기브온 유적은 1956년부터 1962년까지 펜실베이니아 대학교 고고학자 제임스 B. 프리처드가 이끄는 여섯 차례의 발굴 조사를 통해 발굴되었다.

### 초기 청동기 시대
기브온은 초기 청동기 시대 (EB, 기원전 약 3300-2000년)에 건설되었는데, 발굴자들은 철기 시대 벽 기초 아래에서 14개의 초기 청동기 시대 저장 항아리를 발견했다. 다른 초기 청동기 시대 유적은 텔 정상에서 발견되었지만, 제1차 세계 대전 중 영국군의 포격으로 층위가 파괴되었다. 방어벽이 있었을 가능성이 높지만 아직 발견되지 않았다. 언덕 동쪽 바위에 파인 무덤에는 초기 청동기 시대 항아리와 그릇이 있었는데, 이들은 처음에는 손으로 만들어졌다가 느린 물레로 마무리되었다. 초기 청동기 시대 도시는 불에 의해 파괴되었지만, 이 파괴 시기는 아직 결정되지 않았다.

### 중기 청동기 시대
기브온에 영구적인 정착지는 중기 청동기 시대 I-II에 나타났다. 많은 항아리 손잡이에는 gb ̨n(기브온)이라는 단어가 새겨져 있었다.

### 후기 청동기 시대

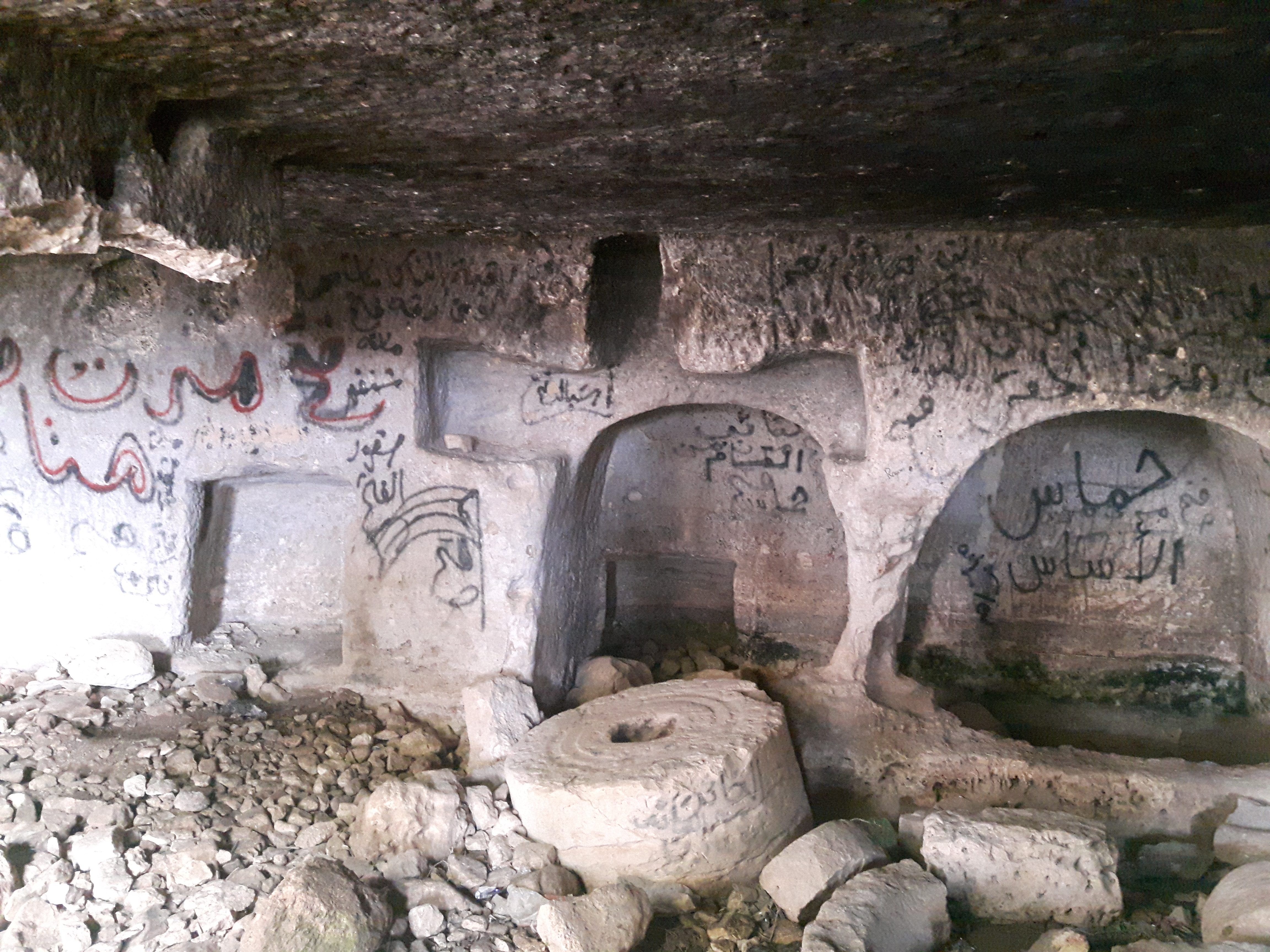
기름 압착 동굴

후기 청동기 시대 도시의 흔적은 발견되지 않았다. 이 시기의 무덤은 단 7개만 알려져 있지만, 그럼에도 불구하고 키프로스산 이색 도기가 포함되어 있었고 현지 도공들이 미케네와 키프로스 도기를 모방하려 시도하는 등 일정 수준의 정교함을 보여준다. 적어도 이 무덤들 중 일부는 이전 시대에 파여져 재사용된 것으로 보인다. 프리처드는 4년간의 발굴 작업으로 닿지 않은 어딘가에 여호수아기의 청동기 시대 "큰 도시" 유적이 아직 발견될 수 있다고 제안했다.

### 철기 시대

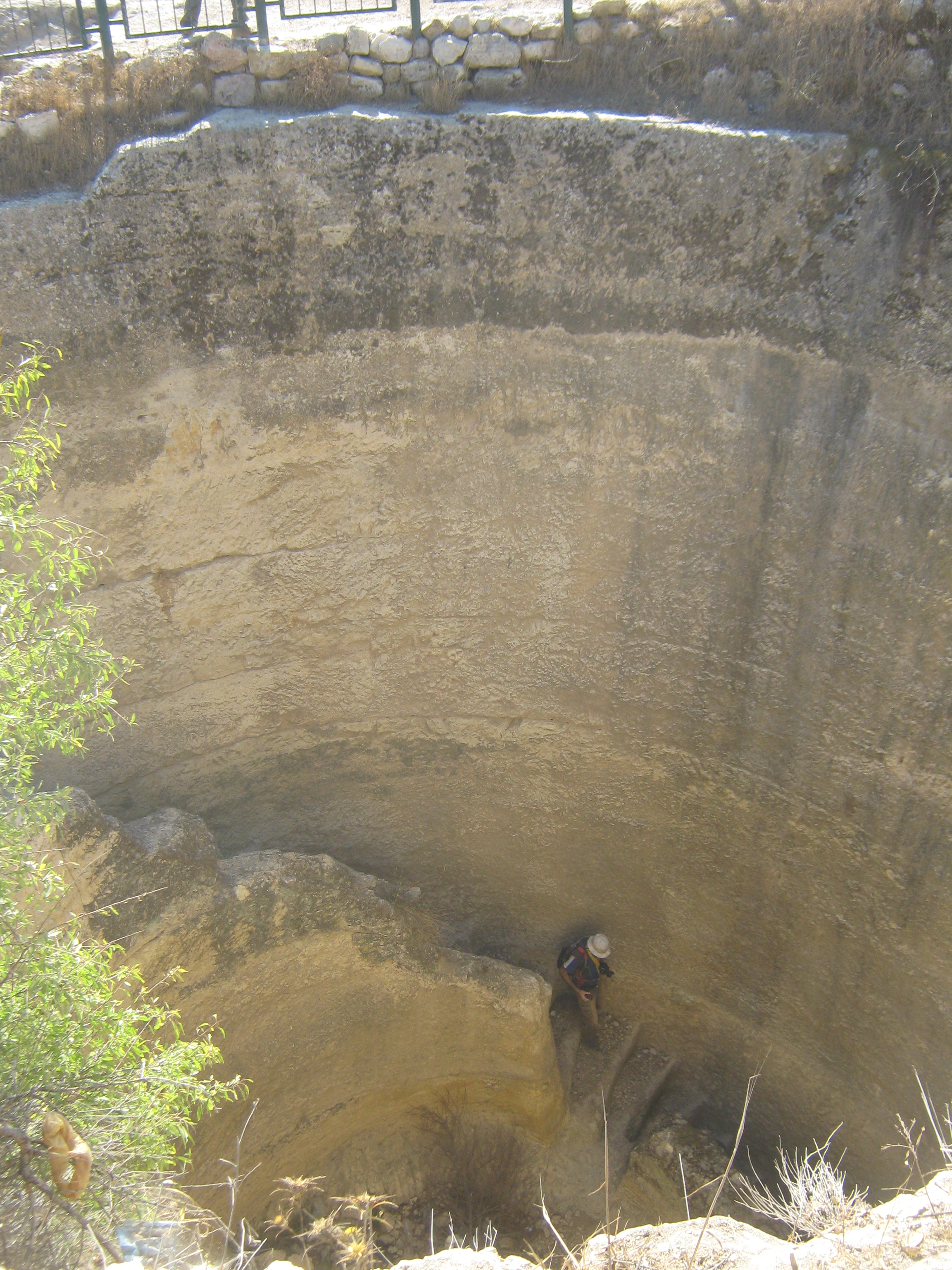
기브온 우물

기브온은 철기 시대 후반에 번성했는데, 당시 도시는 거대한 요새, 큰 와인 산업, 그리고 발달된 수로 시스템을 갖추고 있었다. 텔 동쪽에서는 같은 시대의 호화로운 묘지가 발견되었다.

#### 성벽, 연못, 샘 터널

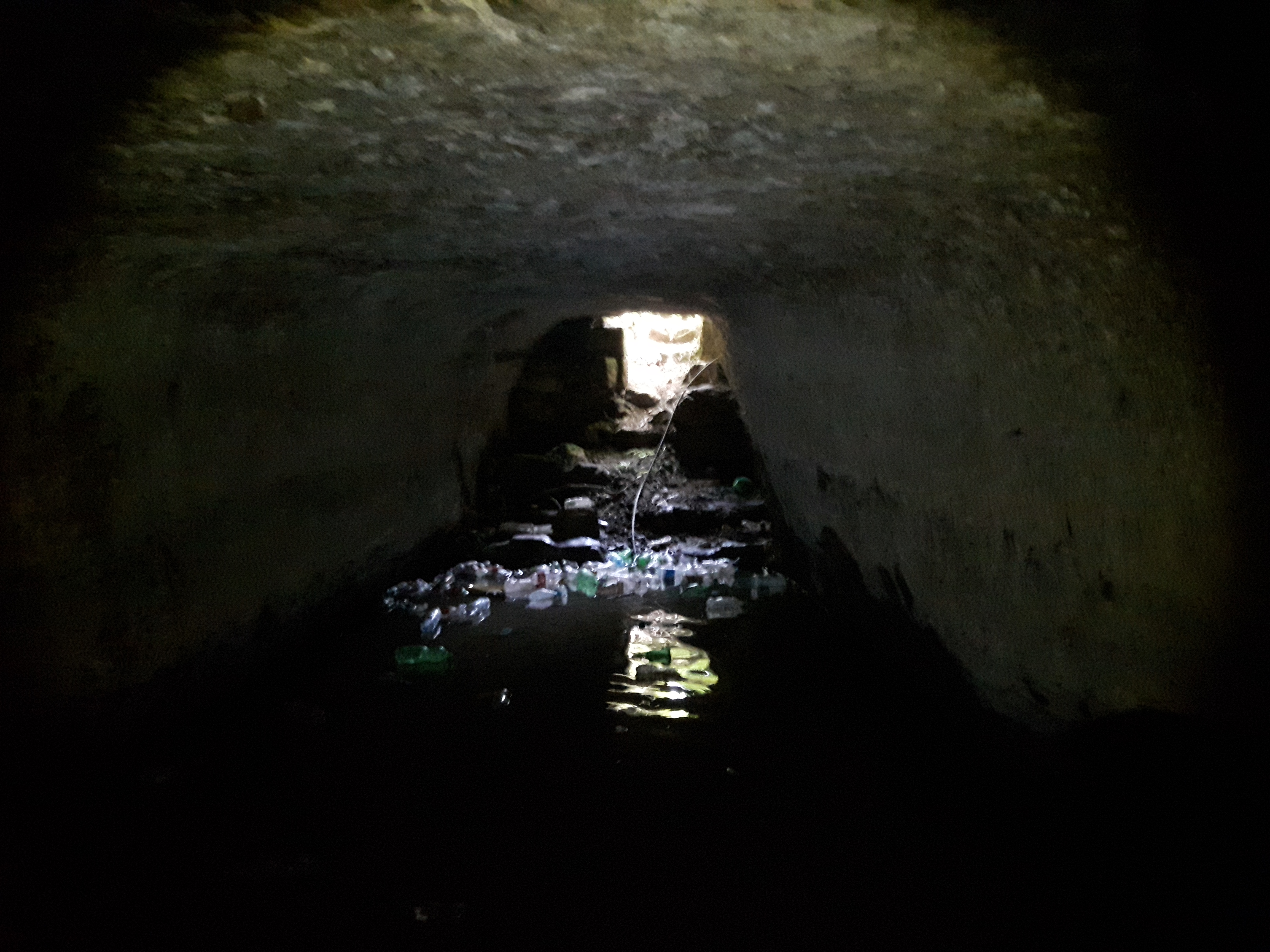
기브온의 샘물

철기 시대 초기에 언덕 꼭대기 주위에 거대한 성벽이 건설되었고, 성벽 안쪽에 살아있는 바위를 깎아 거대한 연못이 만들어졌다. 첫 단계에서는 직경 11.8m, 깊이 10.8m로 깎아 만들었고, 연못 벽에는 79개의 계단으로 이루어진 나선형 계단을 새겼다. 두 번째 단계에서는 도시 수면 아래 24m 깊이의 물 저장실까지 계속되는 터널이 추가되었다. 이 구조물이 사무엘하 2:13에 나오는 "기브온 못"일 가능성이 있지만, 증명할 수는 없다. 철기 시대 후반에는 연못 근처에서 시작하여 도시 아래의 더 좋은 수원지까지 93개의 계단으로 이루어진 또 다른 터널이 건설되었다. 이 수원지로 가는 언덕 아래의 두 번째 접근 지점은 오늘날에도 여전히 사용되고 있다.

#### 와인 산업

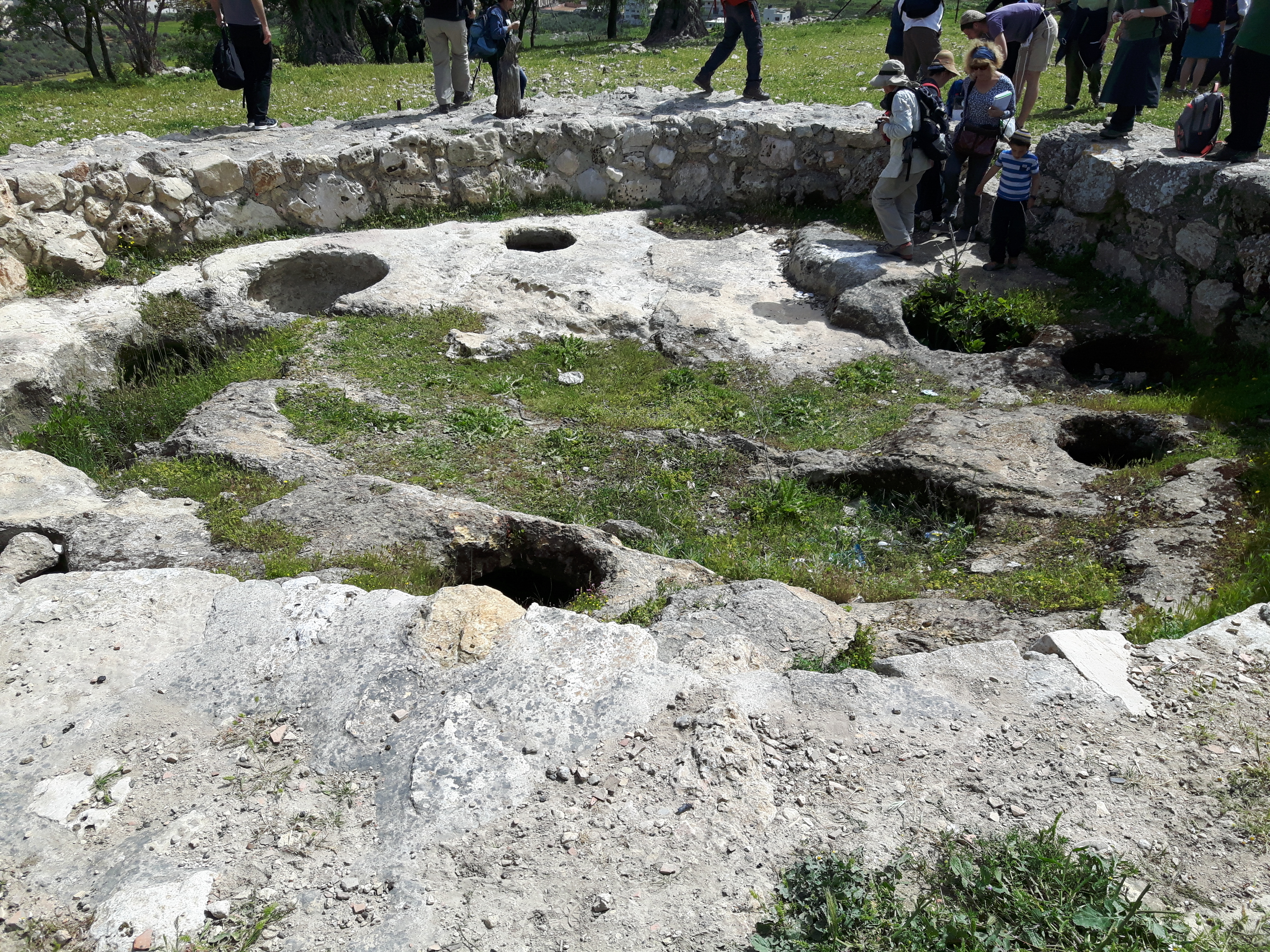
바위를 깎아 만든 깊이 2미터의 와인 저장고

주변의 평평하고 비옥한 땅과 많은 샘 덕분에 번성하는 경제가 이루어졌으며, 이는 그곳에서 발견된 수많은 고대 항아리와 와인 저장고에서 입증된다. 항아리는 각각 45리터의 와인을 담을 수 있었고, 지하 2미터 깊이의 바위를 깎아 만든 와인 저장고 66개가 지브에서 발굴되었다.
기원전 8세기와 7세기에는 상당한 와인 산업이 있었고, 95,000리터의 와인을 저장할 수 있는 저장고가 발견되었다. 이 발견물 중에서 63개의 와인 저장고는 인상적이다. 와인 저장 항아리 손잡이에 새겨진 히브리어 비문 גבען (GBʻN)은 대부분 성경적 묘사와 일치하는 큰 연못에서 발굴되었으며, 기브온의 정체를 확실하게 밝히는 성서고고학의 중요한 성과였다. 프리처드는 와인 생산, 히브리어 비문, 바위를 깎아 만든 와인 저장고, 그리고 도시의 물을 공급했던 잘 설계된 수로에 대한 논문을 발표했다.

### 고전 고대
기원전 6세기부터 1세기 초까지는 거주의 흔적이 거의 없다. 헬레니즘 문명 후기 및 하스몬 왕국 시대의 토기 조각과 주화가 발견되었으며, 이는 안티오코스 3세와 요한 히르카노스의 통치 시대로 거슬러 올라간다. 로마 시대에는 계단식 목욕탕과 수로를 포함하여 상당한 건축물이 있었다.
기브온은 아마도 예루살렘의 속국이었고, 당시에는 요새화되지 않았을 가능성이 높다.
카이사레아의 에우세비우스는 그의 오노마스티콘에서 기브온(가바온)이 이전에 히위족 민족인 기브온 사람들이 거주했으며, 그들의 마을이 벧엘 서쪽으로 약 4마일 떨어진 라마 근처에 위치했다고 언급한다. 10세기 사전학자 다비드 벤 아브라함 알-파시는 "알-지브"(현재 알-지브)를 고대 도시 기브온과 동일시했는데, 이 견해는 프란츠 불과 다른 역사지리학자들에게도 받아들여졌으며 빌헬름 게제니우스가 편찬한 히브리어 사전에서도 그렇게 묘사되었고, 1956년에 발굴된 히브리어 비문으로 입증되었다.
근처 폐허에서, 알-지브 고지대 서쪽 능선 남쪽 경사면에 지어진 곳에서 고고학자들은 헬레니즘-제2성전기 주거지를 발견했는데, 여기에는 세 개의 계단이 있는 회반죽 의식 목욕탕과 석회 가마가 있는 산업 지대가 포함되어 있었다.
제1차 유대-로마 전쟁 초기 단계 동안 시리아의 로마 총독 (63-65), 케스티우스 갈루스는 예루살렘으로 가는 도중 기브온에 진을 쳤고, 퇴각 중에도 다시 진을 쳤다.

## 참고 문헌
- Baker, Cynthia M. (2002). 《Rebuilding the House of Israel: Architectures of Gender in Jewish Antiquity》. 스탠퍼드 대학교 출판부. ISBN 978-0-804-74029-6.
- Cohen, Shaye J. D. (2010). 《The Significance of Yavneh and Other Essays in Jewish Hellenism》. 모르 지베크. ISBN 978-3-161-50375-7.
- Executive Committee of the Editorial Board; Jacobs, Joseph (1905). 〈Nethinim〉.   Singer, Isidore;  외. 《The Jewish Encyclopedia》 9. New York: Funk & Wagnalls. 233쪽.
- Hezser, Catherine (2005). 《Jewish Slavery in Antiquity》. 옥스퍼드 대학교 출판부. ISBN 978-0-199-28086-5.
- Poppers, H. L. (July 1958). 《The Declassé in the Babylonian Jewish Community》. 《Jewish Social Studies》 20. 153–179쪽. JSTOR 4465617.